# Залісьє (Дубьонський район)
Залі́сьє (рос. Залесье, ерз. Залесия) — селище у складі Дубьонського району Мордовії, Росія. Входить до складу Поводимовського сільського поселення.

## Населення
Населення — 69 осіб (2010; 108 у 2002).
Національний склад (станом на 2002 рік):
- ерзяни — 100 %